# 湯浅直樹
湯浅 直樹（ゆあさ なおき、1983年4月24日 - ）
日本のアルペンスキー選手。現在はYUASA SNOW ACADEMY代表　株式会社ヤマヲ所属。
冬季オリンピック3大会出場（2006年 トリノ・2014年 ソチ・2018年 平昌）
日本人で初めて国産のスキー（Hart）を使用してワールドカップで表彰台に立った。この時に使用したスキーはアルペングループ（名古屋）の子会社である株式会社ジャパーナが制作した純国産のスキー。
アルペンスキーにおける独立した世界3大大会（オリンピック・世界選手権・ワールドカップ）の全てで入賞を果たした日本人唯一の選手。
ワールドカップにおけるクオリファイ（1本目30位以内に入り2本目に進出すること）回数は48回であり、日本人で最も長い15年間連続でクオリファイし続けた記録を持つ。自身の競技生活が30年であり、その半分を世界のトップレベルで競技し続けていたことになる。
2021年に北海道・国設阿寒湖畔スキー場で行われた全日本選手権で優勝した。この時左膝が人工関節であり、膝に人工関節を置換して全日本選手権で優勝した記録は現在のところ他にない。
2022年4月に現役生活を引退し同年、長野県の高峰マウンテンパーク（小諸市）にYUASA SNOW ACADEMYを全日本代表チームの先輩に当たる岡田利修と共同で設立し、選手の育成とスキーの発展・普及に努めている。

## 人物・来歴
北海道札幌市西区生まれ。札幌市立琴似中学校、札幌商業高等学校（現在の北海学園札幌高等学校）、北海道東海大学（現在は東海大学に統合）国際文化学部卒業。中京大学大学院修士課程修了
身長177cm、体重72kg。
スキー以外のスポーツ歴　サッカー・陸上競技（走り高跳び全国中学5位）・ブレイクダンス・格闘技・ゴルフ
小学3年生（9歳）の時にレーシングチームの札幌SSプロダクツに入りアルペンスキーを始めるが、すぐに足を骨折してしまう。この怪我により本格的にアルペンスキーを始めたのが翌年となった。
中学時代はスキーでは特に目立った成績はなかったが、スキーのための体力作りにと入った陸上部の活動で、走り高跳びを始めた。当時の札幌市の記録を10年ぶりに更新し（記録196cm）、全国ランキング3位を記録した。走り高跳びでの全国中学大会の成績は5位であった。
アルペンスキーの名門校として名高い札幌商業高校に進学すると共にマテリアルをHartに変更。当時の札幌商業高校スキー部顧問であった押切孝志と、Hartチームを率いていた大高弘昭から技術指導を受けるようになると飛躍的に技術力が向上し、高校1年生のインターハイで準優勝し（優勝は佐々木明）一気に全国レベルの注目選手へと変貌した。高校3年時にはインターハイ、回転競技で2位に3秒以上引き離し圧倒的な優勝を飾っている。
高校卒業後、北海道東海大学に進学。大学在籍時の2003年に、イタリア「マテオ・バウムガルテン賞」を受賞する。同賞は1996年より世界各国から推薦されたFISレースの成績と学問に秀でた18-24歳のアルペン選手の中から選考委員会が毎年1名の受賞者を決定している。この時100人を超えるイタリアの貴族達の前でイタリア語と英語でスピーチを行なった。
2005年、アルペンスキー世界選手権で18位。FISアルペンスキー・ワールドカップでは下位スタートが災いし、上位30名による2本目進出がなかなか果たせなかったが、2005年12月22日にスロベニアのクランスカ・ゴーラで開催されたFISワールドカップ第3戦で50番スタートから2本目に進出し、2本目に最速タイムを記録して7位入賞を果たした。その後も50番台のスタートに苦しんだが、格下のヨーロッパカップで上位に入るなどスタート順に恵まれないながらトップ選手に遜色ない実力の片鱗を見せていた。
2006年。1カ国4名までエントリー可能なトリノオリンピックでは回転競技で39番とまずまずのスタート順から1本目17位。2本目14番スタートから会心の滑りを見せ、3位のタイムで合計7位まで大きくジャンプアップした。皆川賢太郎と共に1956年コルチナ・ダンペッツオオリンピックでの猪谷千春以来、日本アルペンスキー勢としては50年ぶりの入賞を果たした。
2005年、春にアメリカ・マンモスマウンテンで合宿中に膝を負傷。軟骨が欠けてしまい手術が必要なほどの重症だったがトリノオリンピックのために半年間痛み止めを飲んで我慢していた。薬の飲みすぎで倒れたこともあった。この努力が実を結んだ。この入賞により、FISワールドカップランキングを大きく上昇させ、上位30名の第2シードに進出（2006年2月末現在）。佐々木明、皆川賢太郎に続く第1シードが期待された。
2009年フランスで行われた世界選手権の大回転競技で予選から勝ち上がった選手の中で唯一トップ30入りした。この時のスタート順は出場した選手の中で最後だった。
2010年バンクーバーオリンピックの選考には漏れる。2010年1月17日のW杯回転第5戦までを期限とした日本男子の選考レースで、湯浅は佐々木、皆川に続く3番手の成績だったからである。その後1月26日のW杯回転第7戦は過去2シーズンの日本勢最高となる8位に入った。他の国・地域が返上した枠が予想外に多かったため、1月29日に2枠が日本にも再分配されたが日本スキー連盟は湯浅を追加派遣しなかった。そのことを疑問視する声も聞かれた。
2011年、ドイツのガルミッシュで行われた世界選手権の回転競技で6位入賞を果たした。同大会での日本人選手の入賞（6位以内）は、1991年の川端絵美以来20年ぶり、男子選手では1958年の猪谷千春以来53年ぶりのことであった。オリンピックと世界選手権両方で入賞を果たした日本人は猪谷千春と湯浅直樹の2人だけである。
2011年 - 2012年シーズン、オーストリアのシュラートミングで行われたFISワールドカップ男子回転第8戦で自己最高の5位入賞。
2012年 - 2013年シーズンのFISワールドカップ男子回転第3戦（マドンナディカンピリオ／ イタリア）では、1回目の26位から2回目の驚異的なアタックで順位を大きく上げて3位に食い込み、自身初めてFISワールドカップの表彰台に上がった。日本国産のスキーを使用した日本人がワールドカップの表彰台に初めて立った歴史的瞬間でもあった。
2013年 - 2014年シーズンのFISワールドカップ男子回転第4戦（ボルミオ／ イタリア）では、一本目21位から二本目でトップのタイムを出して4位に入賞、念願の第一シード入りを果たした。
2021年、北海道・阿寒湖畔にて行われた第99回全日本スキー選手権・回転にて、2年振り6度目の全日本チャンピオンの座を手にした。この時初めて自身が人工関節であることを明かした。
湯浅の使用していたHARTというスキーは岐阜県で製造されている日本製であり、2011年時点でアルペンスキーのワールドカップで、日本人かつ日本国内産のスキーを使用し上位に食い込んだのは、6位の児玉修（小賀坂スキー使用）もいるが、表彰台に上がった経歴のあるのは湯浅一人である。ワールドカップで男女合わせて湯浅を除く全ての選手が日本国外産（主にオーストリア）のスキーを使用している中、湯浅は日本国内産のスキーを使用した日本人が世界一になると言うこだわりと明確な目標を掲げている。
身上は「死攻」（死んでも攻める）。身上通り渾身の滑りをした際は特段に速いタイムを叩き出すことができ、時にはそのシーズンの種目別優勝者よりも1秒以上速いタイムを出すこともあった。
2018年7月1日、マテリアルをアトミックに変更したことを発表。
2022年4月、現役生活を引退し、自身の経験と技術を伝導する場としてYUASA SNOW ACADEMYを創設した。

## 主な成績
冬季オリンピック
- 2006年  イタリア・トリノオリンピック - 7位
- 2014年  ロシア・ソチオリンピック - DNF
- 2018年  韓国・平昌オリンピック - DNF

アルペンスキー世界選手権
- 2005年  イタリア・ボルミオ - 18位
- 2007年  スウェーデン・オーレ - 18位
- 2009年  フランス・ヴァル＝ディゼール - 大回転29位
- 2011年  ドイツ・ガルミッシュ - 6位
- 2013年  オーストリア・シュラートミング - DNF
- 2015年  アメリカ合衆国・ベイル - DNF
- 2017年  スイス・サンモリッツ - DNF

ワールドカップ（10位以内）
- 2005年12月22日 スロベニア・クランスカ・ゴーラ - 7位
- 2010年1月26日 オーストリア・シュラートミング - 8位
- 2011年1月25日 オーストリア・シュラートミング - 10位
- 2012年1月24日 オーストリア・シュラートミング - 5位
- 2012年2月19日 ブルガリア・バンスコ - 5位
- 2012年12月18日 イタリア・マドンナディカンピリオ - 3位
- 2013年3月10日　スロベニア・クランスカ・ゴーラ - 8位
- 2013年3月17日　スイス・レンツァーハイデ - 9位
- 2014年1月6日　イタリア・ボルミオ - 4位
- 2016年12月11日　フランス・ヴァル＝ディゼール - 10位
- 2016年12月22日　イタリア・マドンナディカンピリオ - 8位
- 2017年1月24日　オーストリア・シュラートミング - 7位

ヨーロッパカップ
- 優勝3回、2位4回、3位1回